# Romersk rätt

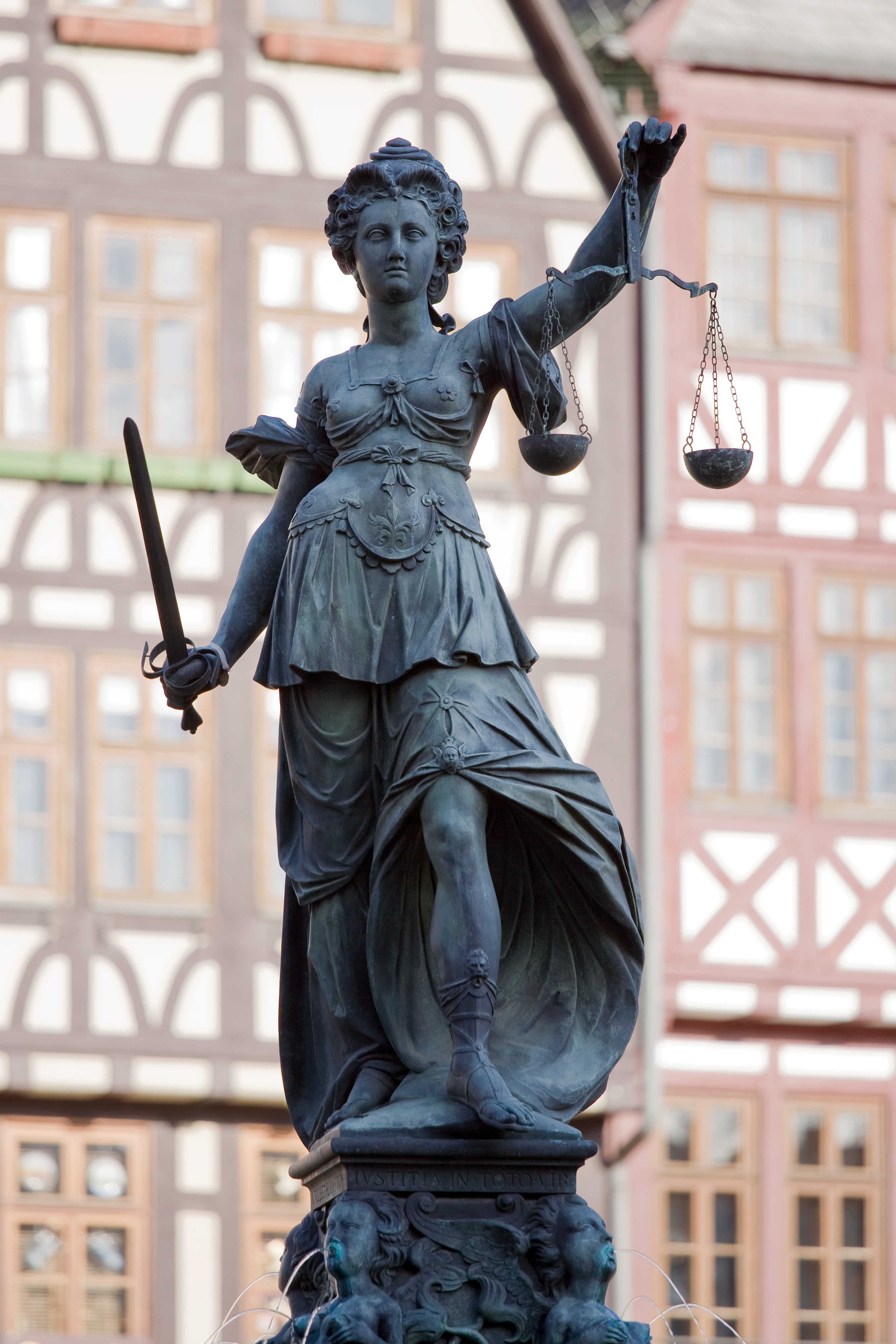
Justitia, rättvisans gudinna i romersk mytologi.

Romersk rätt (latin: ius Romanum) är det rättssystem som utvecklades i romerska riket. 
Den romerska rätten nådde sin höjdpunkt under de tre första århundradena efter Kristi födelse och under 500-talet i östromerska rikets huvudstad, Konstantinopel. Den kodifierades sedermera till Corpus juris civilis. Det är i denna kodifierade form som eftervärlden tagit del av den romerska rätten. Romersk rätt kan även avse civilrättens framställning på den justinianska rättens grundval i modern tid, pandekträtten.

## Anseende och inflytande
Den romerska rätten betraktas som en av de mest betydande insatserna i den mänskliga kulturens utveckling, eftersom den var det första rättssystemet att förena en fast logik och formell stringens med ett sinne för det praktiska livets skiftande behov. Den romerska rättens spridning och långlivade framgång bottnar, förutom i romarnas allmänt juridiska läggning och förmåga att ur komplexa fall destillera fram de centrala rättsfrågorna, på hur dess viktigaste delar utvecklades. Rättsreglerna tilläts uppstå ur konkreta fall och bidra till dessas lösning.

## Rättskällor
Enligt Gajus Institutiones hade den romerska rätten följande rättskällor: i folkförsamlingarna stiftade lagar (leges och plebiscita), senatens beslut senatus consulta (fastän dessa formellt ursprungligen endast var råd till ämbetsmän), kejsarnas constitutiones (dekret, edikt och brev), edikt (edicta) utfärdade av vissa ämbetsmän och de rättslärdas avgöranden (responsa prudentium).

### Jus civile och jus honorarium
Man skiljer mellan jus civile i äldre mening (även jus Quiritium) och jus honorarium. Jus civile i denna betydelse var den gamla, strängt nationella rätten, som utvecklats i det tidiga romerska samhället. Denna jus civile var avsedd endast för de romerska medborgarnas inbördes affärer utan hänsyn till främlingar eller till en mer utvecklad handel. Denna gamla nationella rätt var begränsad men utgör historiskt sett grundvalen för den romerska rättens utveckling. Till jus civile hörde sedvanerätt, folklagstiftning (senare ersatt av senatsbeslut och kejserliga författningar) och vissa i rättstvister avgivna utlåtanden av rättslärda.

### Sedvanerätt
Sedvanerätten var hos romarna liksom hos varje annat folk den tidigaste formen av den positiva rätten. Under den republikanska tiden började nya rättsgrundsatser slås fast av folkförsamlingarna comitias lagstiftning. Lagstiftning spelade dock för rättsutvecklingen i det hela en väsentligt mindre roll än andra faktorer och även en mindre roll än vad fallet är i det moderna samhället. 
Den enda lag som principiellt omfattade hela rättssystemet och som ägde giltighet under den romerska rättens klassiska period var "Tolv tavlornas lag" från 449 f.Kr. Folkförsamlingarnas lagstiftande makt flyttades i början av kejsartiden över på senaten (vars beslut redan förut haft betydelse för rättsbildningen), men övertogs så småningom helt och hållet av kejsaren. De kejserliga förordningarna utfärdades efter beredning i det kabinett som framsprunget ur det av Augustus inrättade consilium principis, som senare blev en bestående inrättning under namnet consistorium principis. Vissa av de högre ämbetsmännen var fasta ledamöter i "consistorium principis", och till detta kallades sedan Hadrianus tid även framstående rättslärda särskilt.

### Responsa prudentium och kodifiering
Den viktigaste av de rättskällor som räknades till jus civile utgörs av responsa prudentium, det vill säga yttranden av juris consulti (rättslärda män); denna rättskälla motsvarar rättskällan doktrin i dagens Sverige. Mot slutet av 200-talet började responsa prudentium att förlora i betydelse. Tvistiga rättsfrågor avgjordes då genom reskript av kejsaren, istället för av rättsvetenskapen. I motsats till denna jus civile sätts Jus honorarium, som är sammanfattningen av de rättsgrundsatser som framträder i de edikt som utfärdades av de republikens ämbetsmän som styrde över domsagor. Av dessa ämbetsmän var pretorerna de ojämförligt viktigaste. 
Under den efterklassiska tiden blev behöriga jurister alltmer sällsynta och man blev i stor utsträckning hänvisad till uttalanden av de klassiska juristerna. För att finna det närmast tillämpliga uttalande bland mängden av juridiska arbeten och kejserliga författningar sammanställdes (dels på privat initiativ, dels på offentligt föranstaltande) till en början ett antal kejserliga förordningar. Viktigast av dessa var den år 438 officiellt utgivna samlingen Codex Theodosianus. Även i de germanska riken som uppstod på ruinerna av Västromerska riket förekom särskilda samlingar av de då gällande romerska rättsgrundsatserna, till exempel det så kallade Edictum Theodorici (av år 500) i östgoternas rike.

### Justinianus kodifikation
Alla ovan nämnda lagsamlingar överskuggas i betydelse av den kodifikation som kejsar Justinianus I lät den gamla romerska rätten undergå. Kodifikationen gjordes på kort tid och var mycket omfattande. I en samlingenCodex Justinianeus gavs en sammanställning av ett synnerligen stort antal kejserliga förordningar av både äldre och yngre datum. I samlingen Digesta lämnades utdrag ur omkring 2 000 av 40 olika klassiska jurister författade libri. I samlingen Institutiones meddelades i lättfattlig form en närmast för undervisningsändamål avsedd översikt över rättssystemet. Samtliga dessa verk fick karaktär av lag; Institutiones och Digesta år 533, Codex 529 och, i en reviderad upplaga, 534. Därtill kom senare samlingen Novellae med de nyaste kejserliga förordningarna. 
Det är hela denna justinianska lagstiftning som fått det gemensamma namnet Corpus juris civilis. Då ändamålet med kodifikationen var att åstadkomma en för dåtida förhållanden lämpad lagbok ändrade man de gamla juristernas och författningarnas uttalanden för att bringa dem i överensstämmelse med gällande rätt. Att åtskilja den klassiska rätten från den justinianska, den så kallade interpolationsforskningen, har i senaste tid[när?] metodiskt påbörjats.

## Processrätt
Under den äldsta tiden kan processrätten ses som den romerska rättens fundament, eftersom den som ville föra en talan om en rättstvist var tvungen att åberopa en viss actio, annars saknades grund för att hävda ett rättsligt anspråk.
Den romerska processrätten utvecklades i tre faser: legis actio–processen, formulaprocessen och cognitionsprocessen.
Legis aktio–processen, som tillämpades från ca 400 f.Kr. fram till cirka år 0, utmärktes av en sträng formbundenhet och användandet av vissa, närmast ”magiska” ord. Formeln måste uttalas precis korrekt och endast romerska medborgare kunde använda detta rättsskyddsmedel. En process hade två faser; den första fasen in iure, ursprungligen hos konsuln eller pontiff men efter 367 f.Kr hos pretorn, och den andra apud iudicem, hos domaren. I in iure skulle parterna under pretorns överenseende enas om vad som utgjorde den rättsfråga som skulle ligga till grund för domslutet. Pretorn kunde även fastställa att en viss omständighet skulle anses som en legal grund för att avkunna en dom i enlighet med en rättskälla, fastän kraven inte var formellt uppfyllda.
I apud iudicem, vilken var den egentliga rättegången, prövades saken i enlighet med vad som framgått in iure och i pretorns edikt. Det torde inte, i varje fall ursprungligen, ha funnits några formella regler för bevisföring. Advokater kom att biträda parterna, och domarna kom att inhämta vägledning från rättslärda till stöd för deras domslut.
Det fanns under denna tid ingen särskild instansordning, och således torde en dom knappast ha blivit föremål för överprövning.
Formulaprocessen, som användes cirka 100 f.Kr.–200 e.Kr., var mindre formbunden, men de två faserna var kvar. Pretorn var dock, in iure, friare att utveckla nya formler, vilka utgjorde instruktioner till domaren, och pretorn utnämnde då även domaren i målet. I apud iudicem granskades bevis hölls förhör, varefter domaren avgjorde saken mot bakgrund av de förhållanden som beskrivs i den formel som pretorn hade fastställt. 
Cognitionsprocessen, som användes från cirka 200 e.Kr var enfasig, och då utvecklades en hierarkisk domstolsordning.

## Påverkan på germansk rätt
I formens fulländning och i mångfalden av de praktiska frågor som den romerska rätten behärskade var detta rättssystem vida överlägset de samtida germanska rättssystemen. Den romerska rätten har därför utövat ett mycket starkt inflytande på alla germanska, och alla kulturstaters, rättssystem. I Tyskland blev Corpus juris civilis i brist på inhemska rättsregler upptagen som subsidiärt gällande rätt genom sedvanerätt. Detta var den en romerska rättens "reception" och fullbordades väsentligen under medeltiden, kanske delvis under inflytande av uppfattningen att det tyska kejsardömet bildade en fortsättning på det gamla romerska kejsardömet. Även den nya tyska civillagboken Bürgerliches Gesetzbuch, som 1900 definitivt upphävde den romerska rättens giltighet i Tyskland, vilar i väsentliga delar på romerskt rättslig grund.
Detta starka inflytande från den romerska rätten, som sedan senare delen av medeltiden kan spåras även i svensk rätt, särskilt på civilrättens, speciellt obligationsrättens, område, har mestadels inte grundats direkt på de romerska källorna. Snarare har den romerska rätten förmedlats genom kanonisk rätt och genom utländska (särskilt franska och tyska) framställningar eller lagverk. 
Den romerska rätten var av särskilt intresse för nazisterna. I Nationalsocialistiska tyska arbetarepartiets program som antogs den 24 februari 1920 i München krävde nazisterna i 19 § att den romerska rätten skulle ersättas av en tysk civilrätt, med motiveringen att den romerska var materialistisk; materialism förknippade nazisterna med judiska köpmän.

## Som alltjämt gällande rätt
Den primära rättskällan i Andorra är andorriansk sedvanerätt, men denna kan vid behov kompletteras med romersk rätt och katalansk sedvanerätt. Rätten i San Marino är alltjämt baserad på romersk rätt.